# Vaterschaftsanfechtung
Die Vaterschaftsanfechtung bezeichnet ein gerichtliches Verfahren mit dem Ziel der Feststellung, dass der bisherige rechtliche Vater nicht der biologische Vater ist und der daraus resultierenden Folge, dass die verwandtschaftlichen Beziehungen zwischen bisherigem rechtlichen Vater und dem Kind rückwirkend entfallen.

## Deutschland
Im Familienrecht ist die Vaterschaftsanfechtung eine Gestaltungsklage: Mit dem Antrag auf Vaterschaftsanfechtung begehrt der Antragsteller die Feststellung, dass der bis dahin als juristischer Vater geltende Mann nicht Vater des Kindes sei. Sachlich zuständig für das Verfahren sind die Familiengerichte.
Das Gericht kann ein Abstammungsgutachten anordnen, dessen Ergebnis im weiteren Verfahrensverlauf als Beweis verwertbar ist.

### Rechtsgrundlage
Die Vaterschaftsanfechtung ist gesetzlich im Abschnitt „Abstammung“ des BGB (§§ 1600 ff.), im ab 1. April 2008 neu eingefügten § 1598a BGB und im Abschnitt „Verfahren in Abstammungssachen“ des Gesetzes über das Verfahren in Familiensachen und in den Angelegenheiten der freiwilligen Gerichtsbarkeit (FamFG) (§§ 169 ff.) geregelt.
Aus dem Blickwinkel des Gesetzes (§ 1592 BGB) ist die Vaterschaft nicht biologisch definiert.

### Anfechtungsberechtigte
Die Vaterschaft können gemäß § 1600 BGB anfechten:
- der Mann, der zum Zeitpunkt der Geburt mit der Mutter des Kindes verheiratet ist
- der Mann, der die Vaterschaft anerkannt hat (vgl. Vaterschaftsanerkennung)
- der Mann, der an Eides statt versichert, der Mutter des Kindes während der Empfängniszeit beigewohnt zu haben (Voraussetzung für eine Anfechtung ist hier aber, dass der Anfechtende der leibliche Vater ist und keine sozial-familiäre Beziehung des Kindes zu seinem rechtlichen Vater besteht.)
- die Mutter des Kindes
- das Kind (im Fall der Minderjährigkeit durch seinen gesetzlichen Vertreter; dies kann z. B. ein Vormund oder Ergänzungspfleger sein, vgl. § 1600a Abs. 3 BGB)

§ 1600 BGB sah zudem vor, dass die zuständige Behörde in Fällen der Vaterschaftsanerkennung (§ 1592 Nr. 2 BGB) anfechtungsberechtigt ist, womit Missbrauch durch zweckwidrige Vaterschaftsanerkennung verhindert werden sollte. Das Bundesverfassungsgericht erklärte diese Regelung jedoch mit Beschluss vom 17. Dezember 2013 für verfassungswidrig und nichtig.

### Anfechtungsgründe
Für den Anfechtungsantrag reicht es regelmäßig nicht aus, wenn der rechtliche Vater behauptet, er sei nicht der biologische Vater. Es müssen vielmehr nachprüfbare Umstände vorgetragen werden, die an der biologischen Abstammung erhebliche Zweifel wecken.
Dies können sein:
- Zweifel an der ehelichen Abstammung eines Kindes (Empfängnis oder Geburt außerhalb der Ehe)
- konkrete Möglichkeit der Abstammung von einem anderen Mann
- Unmöglichkeit der Vaterschaft wegen fehlendem sexuellen Verkehr mit der Mutter oder
- Unfruchtbarkeit des Mannes im Empfängniszeitraum
- ein im Einverständnis mit Kind und Mutter durchgeführtes Abstammungsgutachten (DNA-Analyse), wobei auf ein solches Einverständnis in der Regel ein Anspruch besteht, § 1598a BGB

### Anfechtungsfrist
Es ist dabei zu beachten, dass die Anfechtung innerhalb von 2 Jahren ab Kenntnis der zur Anfechtung berechtigenden Umstände beim zuständigen Familiengericht beantragt werden muss.

### Ausschluss der Anfechtung
- Äußerliche Merkmale kommen in der Regel nicht als Verdachtsmomente in Betracht. Wenn keine auffälligen Ähnlichkeiten mit einem anderen, für eigen gehaltenen Kind bestehen, ist dies kein zuverlässiger Hinweis gegen eine biologische Verwandtschaft.
- Ein ohne Zustimmung des Kindes und/oder der gesetzlichen Vertreter eingeholten Abstammungsgutachten (DNA-Analyse) ist für alle Gerichtsverfahren unverwertbar (heimlicher DNA-Test).[4]
- Ist das Kind mit Einwilligung des Mannes und der Mutter durch künstliche Befruchtung mittels Samenspende eines Dritten gezeugt worden, so ist die Anfechtung der Vaterschaft durch den Mann und die Mutter ausgeschlossen (§ 1600 Abs. 4 BGB, früher § 1600 Abs. 2 BGB).
- Die Vaterschaft kann nur binnen zwei Jahren angefochten werden. Die Frist beginnt mit dem Zeitpunkt, in dem der Anfechtungsberechtigte von den Umständen erfährt, die gegen die Vaterschaft sprechen (§ 1600b BGB mit weiteren Sonderregelungen zum Fristlauf), dies gilt auch bei bewusst wahrheitswidriger Vaterschaftsanerkennung.[5]

### Geschichte der diesbezüglichen Rechtsprechung in Deutschland
Am 13. Februar 2007 entschied das Bundesverfassungsgericht, dass heimliche DNA-Vaterschaftsanalysen weder als Beweis vor Gericht zulässig seien, noch als berechtigter Zweifel für ein Vaterschaftsanfechtungs-Verfahren dienen können, denn derartige Tests verletzten das Persönlichkeitsrecht des Kindes. Damit der Test gerichtlich verwertbar ist, bedürfe er der Zustimmung entweder des Kindes selbst oder bei Minderjährigkeit seines gesetzlichen Vertreters. Diese Zustimmung kann nur durch eine gerichtliche Anordnung ersetzt werden; eine solche kann nur im Rahmen eines Vaterschaftsanfechtungsverfahrens und nur bei begründetem Verdacht erfolgen. Mit seiner Rechtsprechung bestätigte der Bundesgerichtshof die bisher geltende Praxis.
Dieses Problem stellt sich nur bei Fällen, in denen die Vaterschaft durch das Gesetz vermutet wird (weil die Eltern miteinander verheiratet sind) oder vom Vater anerkannt wurde. Männer, die „nur“ Gewissheit haben wollen, sind von vornherein nicht klagebefugt und ausgeschlossen.
Diese ständige Rechtsprechung wurde vom Bundesverfassungsgericht ebenfalls bestätigt, jedoch mit der Maßgabe, dass darüber hinaus der Gesetzgeber eine autonome Klärungsmöglichkeit für die biologische Vaterschaft (→ Genitor) regeln muss, ohne dabei die bisherige Regelung der rechtlichen Vaterschaft notwendigerweise zu ändern. Hierzu wurde dem Gesetzgeber eine Frist bis 31. März 2008 gesetzt, welcher mit dem „Gesetz zur Klärung der Vaterschaft unabhängig vom Anfechtungsverfahren“ vom 31. März 2008. entsprochen wurde. Das Gesetz trat zum 1. April 2008 in Kraft. Es beinhaltet im Wesentlichen den neu eingefügten § 1598a BGB.
Am 9. April 2024 entschied das Bundesverfassungsgericht, dass der gesetzliche Ausschluss der Vaterschaftsanfechtung durch den biologischen Vater, wenn zum rechtlichen Vater eine sozial-familiäre Bindung des Kindes besteht, gegen das Elternrecht des biologischen Vaters verstößt. Die bisherige Vorschrift bleibt bis zu einer Neuregelung, längstens bis zum 30. Juni 2025 anwendbar.

#### Weiteres Geschichtliches
- Bei Verfahrensfehlern durch Ausforschungsbeweis siehe BGH-Urteil.[11]
- Von 1938 bis 1961 hatte der Staatsanwalt das Recht der damals Ehelichkeitsanfechtung genannten Anfechtung.
- Jedenfalls bei Anfechtung durch den Mann ist es verfassungskonform, keine Kindeswohlprüfung vorzunehmen.[12]

### Rechtsfolgen der Feststellung der Nichtvaterschaft
Die Feststellung, dass ein Kind nicht von dem bisher als Vater vermuteten Mann abstammt, führt zu zahlreichen Rechtsfolgen. Dies sind die jeweiligen Umkehrungen der Rechtsfolgen der Vaterschaft.

### Zuständigkeit
Zuständig für Vaterschaftsfeststellungs- und Vaterschaftsanfechtungsanträge ist grundsätzlich das Amtsgericht (Familiengericht) am gewöhnlichen Aufenthaltsort des Kindes (§ 170 FamFG).

### Kosten
Die Kosten einer erfolgreichen Vaterschaftsanfechtung sind zwischen den Beteiligten gegeneinander aufzuheben, wobei das betroffene minderjährige Kind an den Gerichtskosten nicht beteiligt wird, § 183 FamFG. Das bedeutet, dass jeder Beteiligte seine eigenen Kosten selbst trägt (inkl. eines ggf. beauftragten Anwalts) und die Gerichts- bzw. Verfahrenskosten (inkl. Gutachterkosten) nach Kopfanteilen unter den beteiligten Erwachsenen aufgeteilt werden. Dem minderjährigen Kind können Gerichts- und Gutachterkosten jedoch nicht auferlegt werden, auch wenn es selbst die Vaterschaft anficht (§ 81 Abs. 3 FamFG). Der Verfahrenswert ist gesetzlich auf 2.000 € festgelegt (§ 47 FamGKG). Die typischen Kosten für die Anwälte jeder Partei und das Gericht belaufen sich auf insgesamt etwa 1.000 € (bei 2.000 € Verfahrenswert: 2 Mal 2,5 Anwaltsgebühren plus Auslagen plus Mehrwertsteuer plus 2,0 Gerichtsgebühren. Im August 2007 kostete ein im Rahmen eines Prozesses durchgeführtes Abstammungsgutachten (DNA-Analyse) zusätzlich etwa 1.000 €.)